# Alex Shelley
 (juillet 2021).
Pour les articles homonymes, voir Shelley et Patrick Martin.
Patrick Martin (né le 23 mai 1983 à Détroit (Michigan)) est un catcheur (lutteur professionnel) américain. Il travaille actuellement à la World Wrestling Entertainment, dans la division SmackDown, sous le nom d'Alex Shelley. Il est actuellement champion par équipe de la WWE avec Chris Sabin.
Il commence sa carrière dans diverses fédérations aux États-Unis et au Canada avant de commencer à travailler pour la Total Nonstop Action Wrestling (TNA) et la Ring of Honor (ROH) à partir de 2004 et signe un contrat courant 2004. Il y remporte une fois le championnat de la division X de la TNA et forme The Motor City Machine Guns avec Chris Sabin. Ils deviennent champion du monde par équipes de la TNA et champion par équipes poids lourd junior International Wrestling Grand Prix (IWGP).
Il quitte la TNA en 2012 et part d'abord lutter à la New Japan Pro Wrestling où il fait équipe avec KUSHIDA et ajoute deux championnat par équipes poids lourd junior IWGP à son palmarès. Il retourne à la ROH où il reforme The Motor City Machine Guns avec Chris Sabin et deviennent champion du monde par équipes de la ROH.

## Jeunesse
Martin est fan de catch depuis qu'il a 11 ans. Après le lycée, il étudie au Schoolcraft College (en) dans le Michigan.

## Carrière de catcheur

### Débuts
Martin s'entraîne pour devenir catcheur auprès de Truth Martini et Breyer Wellington. Scott D'Amore le repère et le fait venir au Canada où il continue son apprentissage. Il fait ses premiers combats au Michigan sous le nom d'Alex Shelley. Peu de temps après ses débuts, il se blesse gravement après un combat face à Petey Williams.

### Ring of Honor (2003-2010)

#### Rivalité avec Jimmy Jacobs (2003-2005)
Il débute à la Ring Of Honor le 28 juin 2003 lors de ROH WrestleRave '03, où il participe à un Four Corners Survival face à Jimmy Jacobs, Tony Mamaluke et BJ Whitmer, qui sera le vainqueur. Le 9 août, il perd avec Jimmy Jacobs face à The Second City Saints (Ace Steel & Colt Cabana). Le 20 septembre, lors de ROH Glory By Honor II, il participe à un Four-Way Dance Match (une variante du Two Out Of Three Falls, mais avec 4 catcheurs), où il fait face à Josh Daniels, Roderick Strong et Jimmy Jacobs, qui sera le vainqueur. Le 25 octobre, il fait équipe avec Jimmy Jacobs pour participer à un Scramble Tag Team Match, mais ce match sera remporté par The Ring Crew Express (Dunn & Marcos).
Le 10 janvier 2004, il affronte Matt Stryker (pas le commentateur de la WWE) dans un Pure Wrestling Match, où il perdra par TKO. Le 29 janvier, il bat Jimmy Jacobs. Le 23 avril, il remporte un Six-Man Mayhem Match, incluant Danny Daniels, Jack Evans, Jimmy Jacobs, Jimmy Rave et Masada. Le 24 avril, lui et Jimmy Jacobs participent à un Scramble Tag Team Match, qui sera remporté par Jack Evans et Matt Sydal. Le 22 mai, il remporte un Generation Next Match face à Hydro. Le même soir, son clan Generation Next (Alex Shelley, Austin Aries, Jack Evans & Roderick Strong) battent Jimmy Rave, John Walters & The Briscoes (Jay Briscoe & Mark Briscoe). Le 12 juin, il fait équipe avec Austin Aries et Roderick Strong pour battre Jimmy Rave, John Walters & Matt Stryker. Le 24 juin, il perd son match de qualification pour le Survival Of The Fittest face à Mark Briscoe.

#### Multiples opportunités au titre Pure (2004-2005)
Le 17 juillet, lors de ROH Reborn : Completion, il remporte son match de demi-finale, qui était un Four Corner Survival, face à Austin Aries, CM Punk et Matt Stryker, et se qualifie pour la finale d'un tournoi qui désignera un nouveau ROH Pure Champion, le titre ayant été rendu vacant par AJ Styles. Le même soir, il affronte Doug Williams dans la finale du tournoi, mais Williams en ressortira vainqueur. Le 23 juillet, lors de ROH Death Before Dishonor II, il perd face à Doug Williams, et ne remporte pas le titre Pure. Le jour suivant, il bat Jimmy Jacobs dans un Grudge Match. Le 7 août 2004, il remporte un Four Corners Match face à Ace Steel, Jay Lethal et Too Cold Scorpio. Le 28 août, il bat Jay Lethal. Le 11 septembre, lors de ROH Glory By Honor III, il perd face à Bryan Danielson. Le 2 octobre, Generation Next battent Jimmy Jacobs, John Walters & The Second City Saints (Ace Steel & CM Punk). Le même jour, lors de ROH Afternoon Show, il perd face à John Walters, et ne remporte pas le titre Pure. Le 15 octobre, il perd avec Austin Aries et Jack Evans face à Jimmy Jacobs et The Second City Saints (Ace Steel & CM Punk). Le 16 octobre, il bat Jimmy Jacobs dans un I Quit Match. Le 26 décembre, lors de ROH Final Battle 2004, il perd avec Roderick Strong face à CM Punk et Steve Corino.
Le 15 janvier 2005, il perd face à Spanky.

### Total Nonstop Action Wrestling (2004-2012)
Il commence à la TNA le 24 juillet 2004 mais ne fut presque pas utilisé, il resigne un contrat la semaine suivante et réapparait à Slammiversary mais perd son match. Plus tard dans l'année, il forme une équipe avec Michael Shane mais ils perdent à No Surrender après avoir pris un Superkick de la part de James Storm. À la fin de l'année 2005, il débute à la X Division en faisant de multiples matchs contre Austin Aries.
En novembre 2008, ils effectuent un heel turn en trahissant TNA Frontline. À Genesis 2009, il bat Chris Sabin pour remporter le TNA X Division Championship faisant d'Alex Shelley un double champion. Chris Sabin quant à lui aide toujours Alex Shelley à conserver son titre X Div. Mais Alex Shelley perd son titre dans un Ultimate X Match au profit de Suicide. Mais ils parviennent à conserver leurs titres IWGP Jr à Lockdown face à LAX et à No Limit. Mais ils perdent leurs titres IWGP Jr en juillet au Japon. Puis ils font un face turn et errent dans la X Division jusqu'en juin 2010 où ils font un tournoi pour désigner les nouveaux champions par équipes de la TNA. Ils parviennent en finale et rencontreront Beer Money à Victory Road. Au début de l'année 2010, ils ont eu une rivalité avec Generation Me.
En février lors de Destination X 2010 lui et son coéquipier Chris Sabin gagne un Title Shot en battant Generation Me (Max Buck et Jeremy Buck) dans un Ultimate X match.
Le 12 avril, lui et son coéquipier utilisent leur Title Shot pour les titres par équipes, mais ils perdent face au champion Matt Morgan et son coéquipier d'un soir Amazing Red. En mai lors de Sacrifice (2010) ils ont battu la Team 3D, Beer Money, Inc. et Ink Inc pour gagner un nouveau Title Shot. À la suite du retirement des titres par équipe à The Band, un tournoi fut organisé pour définir qui allait affronter Alex Shelley et Chris Sabin à Victory Road 2010 en juillet, les vainqueurs de ce tournoi furent les rivaux de toujours des Guns, Beer Money.
À Victory Road, ils affrontent et défont Beer Money et deviennent les nouveaux TNA World Tag Team Champions. Lors du Impact du 15 juillet, on apprend l’organisation d’un best of five series pour le compte des titres tag team entre Machine Guns et Beer Money Inc.! C'est un ladder match ou accessoirement les motors auraient dû gagner mais à la fin Chris Sabin décroche le contrat mais James Storm lui écrase une bouteille sur la tête pendant que l'arbitre était inconscient et récupère le contrat quand l'arbitre s'est relevé. Lors de l'Impact du 23 décembre, lui, Chris Sabin Rob Van Dam et Matt Morgan battent Beer Money, Jeff Hardy et Abyss permettant aux Motor City Machine Guns de conserver leur titre.
Lors de Genesis (2011), ils perdent leur titre contre Beer Money, Inc.. Il fait son retour le 28 avril lors d'Impact! et sauve Chris Sabin qui se faisait attaquer par Mexican America. Lors de Impact Wrestling du 2 juin, il propose à James Storm une aide à Slammiversary IX contre l'invasion britannique pour aider Beer Money, Inc. à rester World Tag Team Championship tandis que Bobby Roode est blessé. À Impact Wrestling suivant, il fait équipe avec James Storm et perdent face au Mexicain América.
Lors de Slammiversary IX, lui et James Storm battent The British Invasion et conservent leurs titres. Lors de Destination X, il bat Robbie E, Shannon Moore et The Amazing Red dans Ultimate X Match. Lors de Hardcore Justice, il perd contre Brian Kendrick et ne remporte pas le TNA X Division Championship dans un match qui comprenait aussi Austin Aries. Lors du tournoi de Xplosion Championship à Xplosion, il bat en premier round, Okada. En quart de finale, il bat D'Angelo Dinero. En demi-finale, il bat Douglas Williams. Mais en finale, il perd face à Magnus qui devient le premier Champion de Xplosion. Le 29 septembre, il perd un Ladder match pour un title shot au titre X Division contre Zeama Ion, Kid Kash, Jesse Sorensen & Brian Kendrick, le match est d'ailleurs gagné par ce dernier.
Il effectue son retour en confrontant Austin Aries. Lors de Against All Odds (2012) il perd contre Austin Aries et ne remporte pas le TNA X Division Championship. Lors d'Impact Wrestling du 16 février, il perd un match avec Shannon Moore contre Austin Aries et Zema Ion. Il n'a pas renouvelé son contrat, son profil a été retiré du site de la TNA.

### New Japan Pro Wrestling (2009-2018)

#### The Motor City Machine Guns (2009–2010)
Lors de Wrestle Kingdom III, lui et Chris Sabin battent No Limit (Tetsuya Naitō et Yujiro) et remportent les IWGP Junior Heavyweight Tag Team Championship.

#### Time Splitters (2012–2015)
Après son départ de la TNA, la New Japan a annoncé le 13 août 2012, que Shelley serait de retour à la fédération le mois suivant. Avant le retour de Shelley au Japon, lui et AJ Kirsch ont contesté en vain Forever Hooligans (Alex Koslov & Rocky Romero) pour le IWGP Junior Heavyweight Tag Team Championship, le 26 août à Sacramento Wrestling Federation (SWF) à Gridley, Californie. Après le match, Kushida sauve Shelley d'un passage à tabac des mains de Koslov et Romero. Shelley a lutté son match retour au Japon le 7 septembre, quand lui, Bushi, Máscara Dorada et Ryusuke Taguchi ont été défaits par Alex Koslov, Averno, Low Ki et Rocky Romero. Ensuite, Shelley a continué à faire équipe avec Kushida formant avec lui l'équipe "Time Splitters" et de marquer plusieurs victoires sur Koslov et Romero après avoir commencé leur nouvelle prise de finition, le I-94. Le 8 octobre à King of Pro-Wrestling, Time Splitters a contesté en vain Forever Hooligans pour le IWGP Junior Heavyweight Tag Team Championship. Le 21 octobre, Time Splitters participe au 2012 Super Jr. Tag Tournament, battant The World Class Tag Team (Gedo et Jado) dans leur match de premier tour. Le 2 novembre, Shelley et Kushida battent Suzuki-gun (Taichi & Taka Michinoku) pour passer à la finale, où, plus tard le même jour, ils vaincurent Apollo 55 pour remporter le tournoi et devenir les aspirants numéro au IWGP Junior Heavyweight Tag Team Championship. Lors de Power Struggle 2012, ils battent Forever Hooligans et remportent les IWGP Junior Heavyweight Tag Team Championship,. Time Splitters font leur première défense de titre réussie le 10 février 2013, à The New Beginning, battant Forever Hooligans dans le troisième match de championnat entre les deux équipes. Leur deuxième défense réussie a eu lieu sur Mars 3 à New Japan's 41st anniversary, où ils ont défait Jushin Liger et Tiger Mask IV. Lors de Road To Invasion Attack, il perd contre Prince Devitt et ne remporte pas le IWGP Junior Heavyweight Championship. Deux jours plus tard, Time Splitters vaincu Devitt et Ryusuke Taguchi pour leur troisième défense de titres. Le 3 mai à Wrestling Dontaku 2013, ils perdent leur titre contre les Forever Hooligans dans leur quatrième défense de titres.

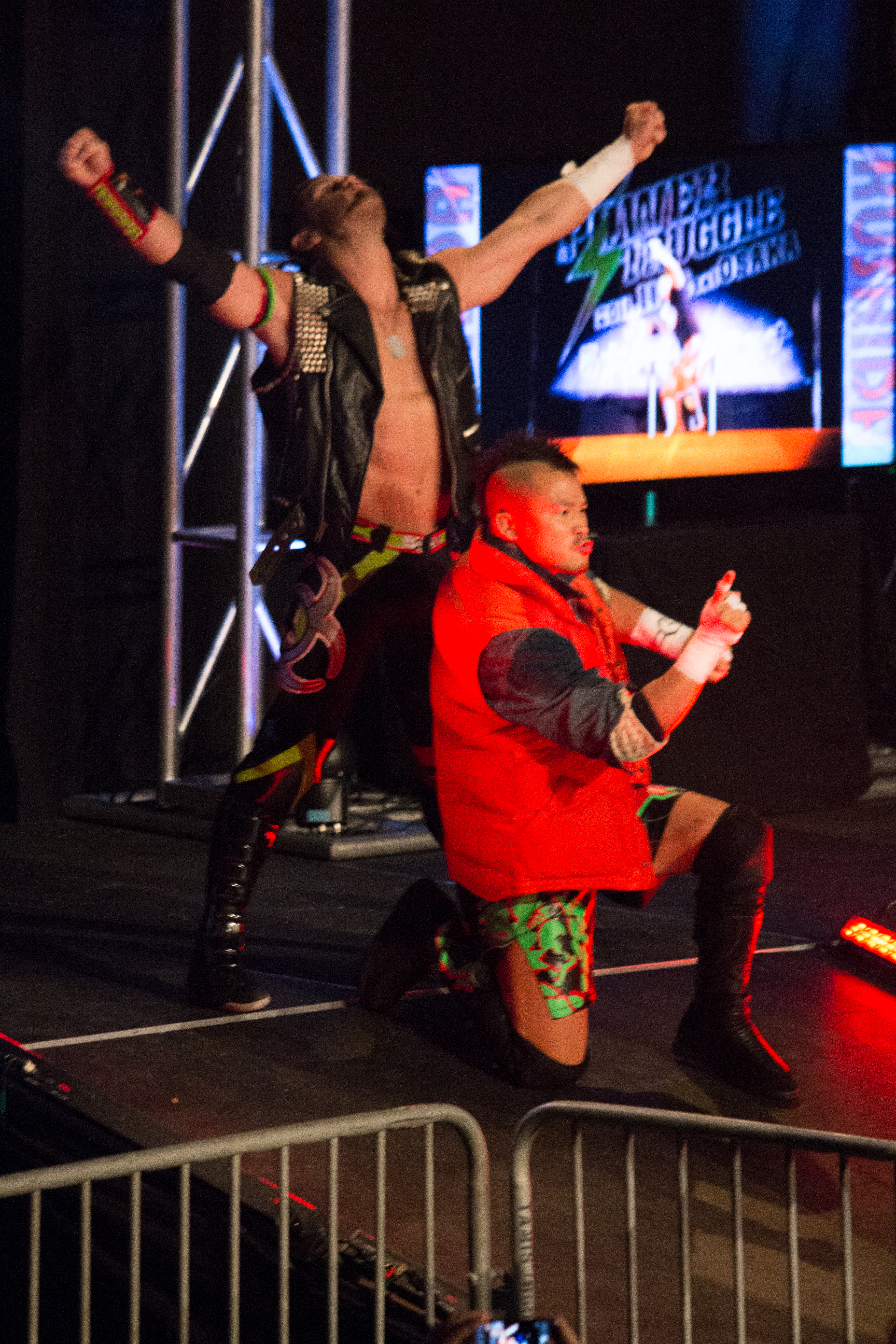
Shelley et Kushida en Mai 2014

Il participe ensuite au Best of the Super Juniors 2013, où il remporte cinq de ses huit matchs avec une victoire sur Ricochet en finale round-robin match du tournoi le 6 juin, qui lui vaut une place en demi-finale. Le 9 juin, après avoir battu Taka Michinoku dans sa demi-finale, il est battu en finale du tournoi par Prince Devitt,,. Le 22 juin à Dominion 6.22, Time Splitters ont échoué dans leur tentative de reprendre le IWGP Junior Heavyweight Tag Team Championship au Forever Hooligans. Le 29 septembre lors de Destruction, ils battent Suzuki-gun (Taichi et Taka Michinoku) pour gagner un match de championnat pour le IWGP Junior Heavyweight Tag Team Championship . Cependant, le 7 octobre, la fédération annonce que Shelley avait subi une blessure au dos, ce qui oblige Time Splitters à se retirer du match pour le titre. Lors de Wrestle Kingdom 8, il effectue son retour, mais lui et Kushida perdent contre The Young Bucks dans un match qui incluaient également les Forever Hooligans et Suzukigun pour les IWGP Junior Heavyweight Tag Team Championship. Lors de The New Beginning in Osaka, ils perdent contre The Young Bucks et ne remportent pas les IWGP Junior Heavyweight Tag Team Championship,.
Lors de Dominion 6.21, ils battent The Young Bucks et remportent les IWGP Junior Heavyweight Tag Team Championship pour la deuxième fois,. Le 10 août, ils conservent leurs titres contre reDRagon (Bobby Fish et Kyle O'Reilly). Lors de Destruction In Okayama, ils conservent leurs titres contre Suzuki-gun (El Desperado et Taichi).
Lors de Power Struggle 2014, ils perdent leurs titres contre reDRagon.
Lors de Wrestling Dontaku 2015, il perd contre Kenny Omega et ne remporte pas le IWGP Junior Heavyweight Championship.

### Retour à la Ring of Honor (2014-2020)

#### Retour et diverse rivalité (2014-2016)
Il effectue son retour à la ROH lors de Final Battle 2014 où il affronte avec Kushida les reDRagon pour les ceintures par équipe de la ROH, match remporté par les champions en titre. Il apparait durant l'automne 2015 en interférant dans les matchs de The Addiction en se faisant passer pour son ancien partenaire Chris Sabin. Lors de Final Battle 2015, lui, ACH et Alex Shelley battent les KRD (Christopher Daniels et Frankie Kazarian et Chris Sabin).

#### Reformation de Motor City Machine Guns et ROH World Tag Team Champion (2016-2018)
Lors de Death Before Dishonor XV, lui et Chris Sabin battent The Young Bucks et remportent les ROH World Tag Team Championship. Lors de Final Battle 2017, ils conservent les titres contre The Best Friends (Chuckie T et Beretta).

### World Wrestling Entertainment (2020)

#### NXT (2020)
Lors du NXT du 8 janvier 2020, Alex Shelley est annoncé comme partenaire mystère de KUSHIDA pour participer au tournoi Dusty Rhodes Tag Team Classic. Il fera alors ses débuts dans le ring de NXT le 15 janvier 2020 perdant avec KUSHIDA lors du premier tour du tournoi face aux Grizzled Young Veterans.

### Retour à Impact Wrestling (2020-2021)

#### Retour et champion par équipe (2020-2021)
Le 18 juillet 2020 à Slammiversary, il fait son retour en reformant The Motor City Machine Guns avec Chris Sabin pour battre The Rascalz (Dez & Wentz) après avoir répondu à leur Open Challenge. Plus tard dans la nuit, ils ont défié les Impact World Tag Team Champions The North pour le prochain IMPACT.
Le 21 juillet 2020 à IMPACT!, ils battent The North et remportent les Impact World Tag Team Championship. Le 18 août à Impact, ils battent The North et conservent leurs titres. Le 24 octobre lors de Bound For Glory 2020, les Motor City Machine Guns perdent les titres par équipe d'Impact dans un match à 4 équipes remporté par The North. Shelley et son partenaire Chris Sabin avaient été attaqués juste avant le début du match par The North. Alex Shelley n'étant plus en mesure de se battre, Sabin doit continuer seul durant l'intégralité du combat.
Le 1er décembre à Impact, The Motor City Machine Guns effectuent leur retour ensemble en battant XXXL.

### Major League Wrestling (2021)
Le 2 octobre 2021 à MLW Fusion, il fait ses débuts en perdant contre TJP en quart de final de l'Opera Cup Tournament.

### Second retour à Impact Wrestling (2020-2024)

#### Retour, triple champion du monde par équipes avec Chris Sabin, champion du monde et départ (2020-2024)
Le 18 juillet à Slammiversary XVIII, ils font leur retour à l'Impact Wrestling, après 10 ans d'absence, disputent leur premier match et battent The Rascalz (Dez et Wentz). Trois soirs plus tard à IMPACT!, ils redeviennent champions du monde par équipes, pour la seconde fois, en battant The North (Ethan Page et Josh Alexander). Le 15 août à Emergence, ils conservent leurs titres en rebattant leurs mêmes adversaires.
Le 3 octobre à Victory Road, il perd face à Josh Alexander dans un 4-Way match qui inclut également Ace Austin et Karl Anderson. Le 24 octobre à Bound for Glory, ils ne conservent pas leurs ceintures, battus par The North dans un 4-Way Tag Team match qui inclut également les Good Brothers, Ace Austin et Madman Fulton, ce qui met fin à un règne de 97 jours. Trois jours plus tard, il souffre d'une blessure à la nuque et doit s'absenter entre 6 et 8 semaines. Le 1er décembre à IMPACT!, il fait son retour de blessure et ils battent XXXL.
Le 29 janvier 2021, il est contraint de s'absenter pour une durée indéterminée, à cause de son autre métier de kinésithérapeute.
Le 5 mars 2022 à Sacrifice, il fait son retour, après un an et un mois et demi d'absence, et bat Jay White.
Le 19 juin à Slammiversary, l'équipe Impact Originals, dont les deux catcheurs font partie, bat Honor No More dans un 10-Man Tag Team match.
Le 1er juillet à Against All Odds, ils reforment leur duo et battent Bullet Club (Ace Austin et Chris Bey). Le 12 août à Emergence, il ne remporte pas le titre mondial, battu par Josh Alexander. Le 23 septembre à Victory Road, ils battent Honor no More (PCO et Vincent).
Le 7 octobre à Bound for Glory, ils ne remportent pas les titres mondiaux par équipes, battus par The Kingdom (Matt Taven et Mike Bennett). Le 18 novembre à Over Drive, ils rebattent le Bullet Club et redeviennent aspirants no 1 aux ceintures. Le 15 décembre à Impact!, ils redeviennent champions du monde par équipes, pour la troisième fois, en prenant leur revanche sur le Kingdom.
Le 13 janvier 2023 à Hard to Kill, ils conservent leurs titres en rebattant Bullet Club et en battant Heath, Rhyno et The Major Players (Brian Myers et Matt Cardona). Le 24 février à No Surrender, Kushida et eux perdent face au Bullet Club dans un 6-Man Tag Team match. Le lendemain à Impact!, ils ne conservent pas leurs ceintures, battus par leurs mêmes adversaires, ce qui met fin à un règne de 78 jours. Le 24 mars à Sacrifice, les trois catcheurs battent Frankie Kazarian, Rich Swann et Steve Maclin dans la même stipulation.
Le 16 avril à Rebellion, ils ne remportent pas les ceintures, rebattus par leurs mêmes adversaires. Le 26 mai à Under Siege, il bat Eddie Edwards, Frankie Kazarian, Jonathan Gresham, Moose et Yuya Uemura dans un 6-Pack Challenge pour devenir aspirant no 1 au titre mondial. Le 9 juin à Against All Odds, il devient le nouveau champion du monde en battant Steve Maclin et remporte le titre pour la première fois de sa carrière.
Le 15 juillet à Slammiversary, il conserve son titre en battant Nick Aldis. Le 27 août à Emergence, Josh Alexander, Kushida et eux perdent face à Bully Ray, Brian Myers, Lio Rush et Moose dans un 8-Man Tag Team match. Le 8 septembre à Victory Road, ils ne remportent pas les ceintures, battus par The Rascalz (Dez et Wentz).
Le 9 décembre à Final Resolution, ils perdent face à Josh Alexander et Zack Sabre Jr.
Le 13 janvier 2024 à Hard to Kill, il ne conserve pas sa ceinture, battu par Moose, ce qui met fin à un règne de 218 jours. Le 23 février à No Surrender, il ne remporte pas la ceinture, rebattu par son même adversaire dans un No Surrender Rules match. Le 8 mars à Sacrifice, Kushida et eux perdent face à Mustafa Ali et Grizzled Young Vets (James Drake et Zack Gibson) dans un 6-Man Tag Team match. Le 23 mars à Impact!, ils font leur dernière apparition au sein de la compagnie et annoncent officiellement leur départ.

### World Wrestling Entertainment (2024-...)
Le 13 septembre, ils signent officiellement avec la World Wrestling Entertainment.
Le 18 octobre à SmackDown, ils font leurs débuts dans le show bleu, disputent leur premier match et ensemble, ils battent Los Lotharios (Angel et Berto) et A-Town Down Under (Austin Theory et Grayson Waller) dans un Triple Threat Tag Team match. La semaine suivante à SmackDown, ils battent #DIY (Johnny Gargano et Tommaso Ciampa) pour devenir aspirants no 1 aux ceintures par équipes, puis deviennent les nouveaux champions par équipes en battant The Bloodline (Tama Tonga et Tanga Loa) et remportent les titres pour la première fois de leurs carrières.
Le 6 décembre à SmackDown, ils ne conservent pas leurs ceintures, battus par #DIY dans un match revanche, ce qui met fin à un règne de 42 jours.

## Palmarès
- All American Wrestling

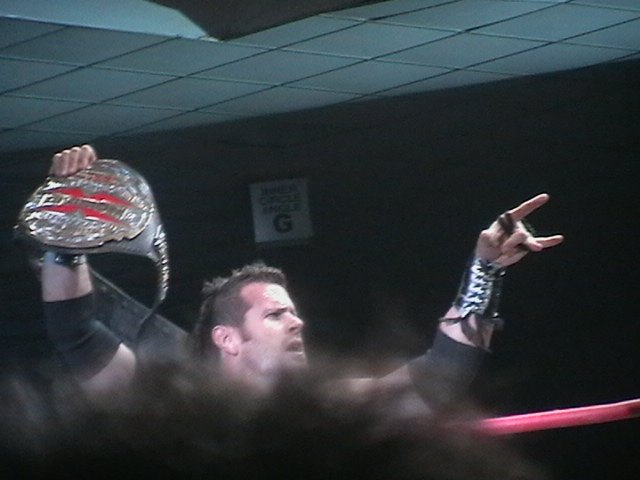
Alex Shelley en tant que TNA X Division Champion.

  - 1 fois AAW Tag Team Champion avec Chris Sabin[64]

- The Baltimore Sun
  - Tag Team of the Year (2010) avec Chris Sabin

- Black Label Pro
  - 1 fois BLP Midwest Champion
  - Turbo Graps 16 (2020)

- Border City Wrestling
  - 1 fois BCW Can-Am Television Champion[65]

- Combat Zone Wrestling
  - 1 fois CZW World Junior Heavyweight Champion[66]

- Consejo Mundial de Lucha Libre
  - CMLL International Gran Prix (2008)[67],[68]

- Game Changer Wrestling
  - 1 fois GCW Tag Team Champion avec Chris Sabin (actuel)

- Great Lakes Wrestling
  - 1 fois GLW Cruiserweight Champion[66]

- IndependentWrestling.tv
  - 1 fois IWTV Independent Wrestling World Champion

- Insane Wrestling Federation
  - 1 fois IWF Cruiserweight Champion[66]

- Maryland Championship Wrestling
  - 1 fois MCW Cruiserweight Champion[66]

- NWA Midwest
  - 1 fois NWA Midwest X Division Champion[69]

- New Japan Pro Wrestling
  - 3 fois IWGP Junior Heavyweight Tag Team Championship avec Chris Sabin (1) et Kushida (2)
  - 1 fois Strong Openweight Tag Team Championship avec Chris Sabin
  - Super Jr. Tag Tournament (2012) avec Kushida

- Ontario Championship Wrestling
  - 1 fois OCW Tag Team Champion avec R.C. Cross[66]

- Prestige Wrestling
  - 1 fois Prestige Champion (actuel)

- Pro Wrestling Zero1-Max
  - 1 fois NWA International Lightweight Tag Team Champion avec Chris Sabin[69]
  - 1 fois Zero1-Max United States Openweight Champion[66]

- Ring of Honor
  - 1 fois ROH World Tag Team Championship avec Chris Sabin
  - Trios Tournament (2006) avec Jimmy Rave et Abyss

- Smash Wrestling
  - 1 foid Smash Wrestling Champion

- The Wrestling Revolver
  - 1 fois PWR Remix Champion (actuel)

- Total Nonstop Action Wrestling/Impact Wrestling
  - 1 fois Impact  World Champion
  - 1 fois TNA X Division Champion
  - 3 fois TNA/Impact World Tag Team Champion avec Chris Sabin
  - Chris Candido Memorial Tag Team Tournament avec Sean Waltman[66]
  - Paparazzi Championship Series
  - TNA World X Cup (2006) avec Chris Sabin, Sonjay Dutt et Jay Lethal
  - 10e Triple Crown Champion

- UWA Hardcore Wrestling
  - 2 fois UWA Lightweight Champion[66]

- westside Xtreme wrestling
  - 2 fois wXw World Heavyweight Championship[70]

- World Wrestling Entertainment
  - 1 fois WWE Tag Team Champion avec Chris Sabin
- Wrestling Observer Newsletter awards
  - Worst Worked Match of the Year (2006) (TNA Reverse Battle Royal à TNA Impact!)

- Xtreme Intense Championship Wrestling
  - 1 fois XICW Cruiserweight Champion[66]
  - 1 fois XICW Midwest Heavyweight Champion
  - 3 fois XICW Tag Team Champion avec Jaimy Coxxx[66]

## Récompenses des magazines
- Pro Wrestling Illustrated

| Année | 2004 | 2005 | 2006 | 2007 | 2008 | 2009 | 2010 | 2011 | 2012 | 2013 | 2014 | 2015 | 2016 | 2017 | 2018 | 2019       | 2020 | 2021       | 2022 | 2023 | 2024 |
| ----- | ---- | ---- | ---- | ---- | ---- | ---- | ---- | ---- | ---- | ---- | ---- | ---- | ---- | ---- | ---- | ---------- | ---- | ---------- | ---- | ---- | ---- |
| Rang  | 276  | 103  | 248  | 75   | 70   | 32   | 88   | 47   | 110  | 116  | 110  | 143  | 140  | 106  | 166  | Non classé | 221  | Non classé | 70   | 48   | 23   |